# IPhone XR
iPhone XR (стилізовано як iPhone XR, «X» вимовляється як «десять») — смартфон від Apple, що був презентований генеральним директором компанії Тімом Куком 12 вересня 2018 року у Театрі Стіва Джобса в кампусі Apple Park. Разом із презентацією цього смартфона, також були представлені iPhone XS, iPhone XS Max та Apple Watch series 4. Телефон має розмір екрану 6.1 дюйма і став найдоступнішим айфоном у лінійці «X» зі стартовою ціною $749 у США.

## Технічні особливості
Смартфон побудований на базі процесора Apple A12, як і iPhone XS та XS Max. Новий чипсет смартфона створеній на базі 7-нм технологічного процесу, що дозволило компанії заявити про «найрозумніший і найпотужніший чип будь-коли вставлений у телефон».Мікропроцесор виготовлений на замовлення Apple на фабриках тайванської компанії TSMC. Розмір дисплею становить 6.1 дюйма. Сам екран виконаний на базі LCD-технології.

## Зовнішній вигляд
Телефон буде доступним у шести кольорах: чорний, білий, блакитний, жовтий, кораловий і червоний (лінійка Product Red). Смартфон буде також другим айфоном, що випускався у жовтому та синьому кольорах. Першим був iPhone 5C. Попередні замовлення на телефон доступні з 16 жовтня 2018 року.

## Хронологія моделей iPhone
| Хронологія моделей iPhone                   |
| ------------------------------------------- |
| Див. також: Хронологія продуктів Apple Inc. |

Джерело: Apple Newsroom Archive